# Oyonnax-Nord (tổng)
Tổng Oyonnax-Nord là một tổng của Pháp nằm ở tỉnh Ain trong vùng Rhône-Alpes.

## Hành chính
| Giai đoạn | Ủy viên             | Đảng | Tư cách |
| --------- | ------------------- | ---- | ------- |
| 2008-2014 | Alexandre Tachdjian | DVD  |         |
| 2001-2008 | Alexandre Tachdjian | DVD  |         |

## Số đơn vị xã
Le canton d'Oyonnax-Nord groupe 5 xã và có dân số 18 326 dân (theo điều tra dân số năm 1999, số lượng không tính trùng).
| Xã         | Dân số         | Mã bưu chính | Mã insee |
| ---------- | -------------- | ------------ | -------- |
| Arbent     | 3 610          | 01100        | 01014    |
| Belleydoux | 277            | 01130        | 01035    |
| Dortan     | 2 186          | 01590        | 01148    |
| Échallon   | 663            | 01130        | 01152    |
| Oyonnax    | 24 162 (1) đến | 01100        | 01283    |

(1) đến fraction de commune.

## Biến động dân số
| 1962                                                     | 1968 | 1975 | 1982 | 1990   | 1999   |
| -------------------------------------------------------- | ---- | ---- | ---- | ------ | ------ |
| -                                                        | -    | -    | -    | 17 623 | 18 326 |
| Nombre retenu à partir de 1962 : dân số không tính trùng |      |      |      |        |        |